# Challenger de Génova
El AON Open Challenger es un torneo de tenis celebrado en Génova, Italia desde 2003. El evento forma parte del ATP Challenger Tour y se juega en canchas de polvo de ladrillo.

## Finales anteriores

### Individuales
| Año  | Campeón             | Finalista              | Resultado      |
| ---- | ------------------- | ---------------------- | -------------- |
| 2023 | Thiago Seyboth Wild | Fabio Fognini          | 6–2, 7–63      |
| 2022 | Thiago Monteiro     | Andrea Pellegrino      | 6–1, 7–62      |
| 2021 | No Celebrado        | No Celebrado           | No Celebrado   |
| 2020 | No Celebrado        | No Celebrado           | No Celebrado   |
| 2019 | Lorenzo Sonego      | Alejandro Davidovich   | 6–2, 4–6, 7–66 |
| 2018 | Lorenzo Sonego      | Dustin Brown           | 6–2, 6–1       |
| 2017 | Stefanos Tsitsipas  | Guillermo García López | 7–5, 7–62      |
| 2016 | Jerzy Janowicz      | Nicolás Almagro        | 7–65, 6–4      |
| 2015 | Nicolás Almagro     | Marco Cecchinato       | 6–71, 6–1, 6–4 |
| 2014 | Albert Ramos        | Mate Delić             | 6-1, 7-5       |
| 2013 | Dustin Brown        | Filippo Volandri       | 7-65, 6-3      |
| 2012 | Albert Montañés     | Tommy Robredo          | 6–4, 6–1       |
| 2011 | Martin Kližan       | Leonardo Mayer         | 6–3, 6–1       |
| 2010 | Fabio Fognini (2)   | Potito Starace         | 6–4, 6–1       |
| 2009 | Alberto Martín      | Carlos Berlocq         | 6–3, 6–3       |
| 2008 | Fabio Fognini (1)   | Gianluca Naso          | 6–4, 6–3       |
| 2007 | Flavio Cipolla      | Gianluca Naso          | 6–2, 6–7, 7–5  |
| 2006 | Gorka Fraile        | Potito Starace         | 6–4, 3–6, 6–4  |
| 2005 | Potito Starace      | Flavio Cipolla         | 6–3, 7–6       |
| 2004 | Juan Antonio Marín  | Edgardo Massa          | 7–5, 6–4       |
| 2003 | Óscar Hernández     | Vincenzo Santopadre    | 6–2, 6–2       |

### Dobles
| Año  | Campeón                                   | Finalista                             | Resultado           |
| ---- | ----------------------------------------- | ------------------------------------- | ------------------- |
| 2023 | Giovanni Oradini Lorenzo Rottoli          | Ivan Sabanov Matej Sabanov            | 6–4, 6–3            |
| 2022 | Dustin Brown Andrea Vavassori             | Roman Jebavý Adam Pavlásek            | 6–2, 6–2            |
| 2021 | No Celebrado                              | No Celebrado                          | No Celebrado        |
| 2020 | No Celebrado                              | No Celebrado                          | No Celebrado        |
| 2019 | Ariel Behar Gonzalo Escobar               | Guido Andreozzi Andrés Molteni        | 3–6, 6–4, [10–3]    |
| 2018 | Kevin Krawietz Andreas Mies               | Martin Kližan Filip Polášek           | 6–2, 3–6, [10–2]    |
| 2017 | Tim Pütz Jan-Lennard Struff               | Guido Andreozzi Ariel Behar           | 7–6(7–5), 7–6(10–8) |
| 2016 | Julio Peralta Horacio Zeballos (3)        | Aliaksandr Bury Andrei Vasilevski     | 6-4, 6-3            |
| 2015 | Guillermo Durán Horacio Zeballos (2)      | Andrea Arnaboldi Alessandro Giannessi | 7–5, 6–4            |
| 2014 | Daniele Bracciali (4) Potito Starace      | Frank Moser Alexander Satschko        | 6-3, 6-4            |
| 2013 | Daniele Bracciali (3) Oliver Marach       | Marin Draganja Mate Pavić             | 6-3, 2-6, 11-9      |
| 2012 | Andre Begemann (2) Martin Emmrich (2)     | Dominik Meffert Philipp Oswald        | 6–3, 6–1            |
| 2011 | Dustin Brown Horacio Zeballos             | Jordan Kerr Travis Parrott            | 6–2, 7–5            |
| 2010 | Andre Begemann (1) Martin Emmrich (1)     | Brian Battistone Andreas Siljeström   | 1–6, 7–6(3), [10–7] |
| 2009 | Daniele Bracciali (2) Alessandro Motti    | Amir Hadad Harel Levy                 | 6–4, 6–2            |
| 2008 | Gianluca Naso Walter Trusendi             | Stefano Galvani Domenico Vicini       | 6–2, 7–6            |
| 2007 | Daniele Giorgini Simone Vagnozzi          | Simone Bolelli Flavio Cipolla         | 6–3, 6–1            |
| 2006 | Adriano Biasella Marcelo Charpentier      | Jamie Delgado Jamie Murray            | 6–4, 4–6, [13–11]   |
| 2005 | Leonardo Azzaro Sergio Roitman            | Marco Pedrini Andrea Stoppini         | 6–1, 6–4            |
| 2004 | Emilio Benfele Álvarez Álex López Morón   | Massimo Bertolini Tom Vanhoudt        | 6–3, 6–4            |
| 2003 | Daniele Bracciali (1) Vincenzo Santopadre | Daniele Giorgini Potito Starace       | 6–3, 6–2            |